# Carl Gustav Rehnskiöld
Carl Gustav Rehnskiöld, né à Stralsund le 6 août 1651, mort le 29 janvier 1722, est un feld-maréchal suédois.

## Biographie
Né en Poméranie suédoise, il est le fils de Gierd Antoni Rehnskiöld et de Birgitta Torskeskål, de la noblesse suédoise, qui lui font donner une éducation de qualité, notamment par Samuel von Pufendorf. Il fait ses débuts dans la carrière militaire en tant qu'officier en participant à la guerre de Scanie, où il se distingue plusieurs fois et obtient les recommandations d'Erik Dahlbergh, et est promu capitaine dans la garde royale en 1676, puis lieutenant-colonel l'année suivante. Lorsque la paix est signée, il profite de la démobilisation pour étudier l'organisation et la stratégie militaire. Il atteint le grade de colonel en 1689 et fait partie du contingent suédois envoyé se battre aux côtés de l'Angleterre et des Provinces-Unies pendant la guerre de la Ligue d'Augsbourg. En 1698, il accède au grade de lieutenant-général et devient gouverneur de la Scanie (fonction qu'il occupe jusqu'en 1705). 
Mais c'est pendant la grande guerre du Nord qu'il obtient ses plus grands succès et devient, en dépit de son caractère colérique, le principal conseiller et le bras droit du roi Charles XII de Suède, gagnant le surnom de « Parménion de l'Alexandre du Nord ». Il prend notamment une large part aux victoires de Narva et de Kliszów, et, en 1706, commande l'armée suédoise lors de la bataille de Fraustadt, l'une des plus grandes victoires suédoises de la guerre. Pour ce fait d'armes, Charles XII l'élève au grade de Feld-maréchal et à la dignité de comte. Mais, en 1709, son commandement partagé de l'armée suédoise avec Adam Ludwig Lewenhaupt, avec lequel il ne s'entend pas du tout, conduit à la lourde défaite subie à Poltava, bataille qui marque le tournant de la guerre. Il est fait prisonnier par les Russes et demeure en captivité jusqu'en juillet 1718, date à laquelle il est libéré. Il se retire de la vie publique peu après son retour en Suède.   